# Halemové
Halemové je německá šlechtická východofríská rodina.

## Historie
Prvním doloženým členem rodiny Halemů byl Hilmann von Halem, zmíněný v dokumentu z Delmenhorstu z roku 1612. Jeho první vnuk byl královský dánský vládní rada v Oldenburg, knížecí východofríský soudní vykonavatel v Rastede a Jade a také vrchní inspektor ve Varelu a Kniphausenu Gerhard Heinrich von Halem (1644–1723). Druhý vnuk, Johann Philipp von Halem (1647–1686), byl purkrabí v Kniphausenu. Tito dva se stali zakladateli dvou větví rodu, východofríské a oldenburské linie.
V roce 1979 koupili Hilmann von Halem a jeho manželka Marina, rozená von Richthofen, hrad Zeilitzheim v Dolních Frankách.

## Erb
Rod má v erbu zlato-modrou krokev zakončenou dvěma stříbrnými růžemi se zlatými shluky. Dole se nachází stříbrný pták.

## Známé osobnosti
- Gerhard Anton von Halem (1752–1819), velkovévoda, první radní knížectví Lübeck v Eutinu, básník a spisovatel
- Ludwig Wilhelm Christian von Halem (1758–1839), radní a knihovník
- Gustav Adolf von Halem (1870–1932), správce okresu, soudní maršál a člen Reichstagu
- Gustav Adolph von Halem (1899–1999), německý diplomat a prodavač filmů
- Carl Otto von Halem (1901–1968), člen představenstva Hermes Kredit-Versicherungs AG
- Nikolaus von Halem (1905–1944), antifašistický odbojář, popraven v roce 1944
- Victor von Halem (* 1940), německý operní zpěvák (basista)
- Marie Luise von Halem (* 1962), německá politička za Svaz 90/Zelení